# Pfarrkirche Niederfladnitz

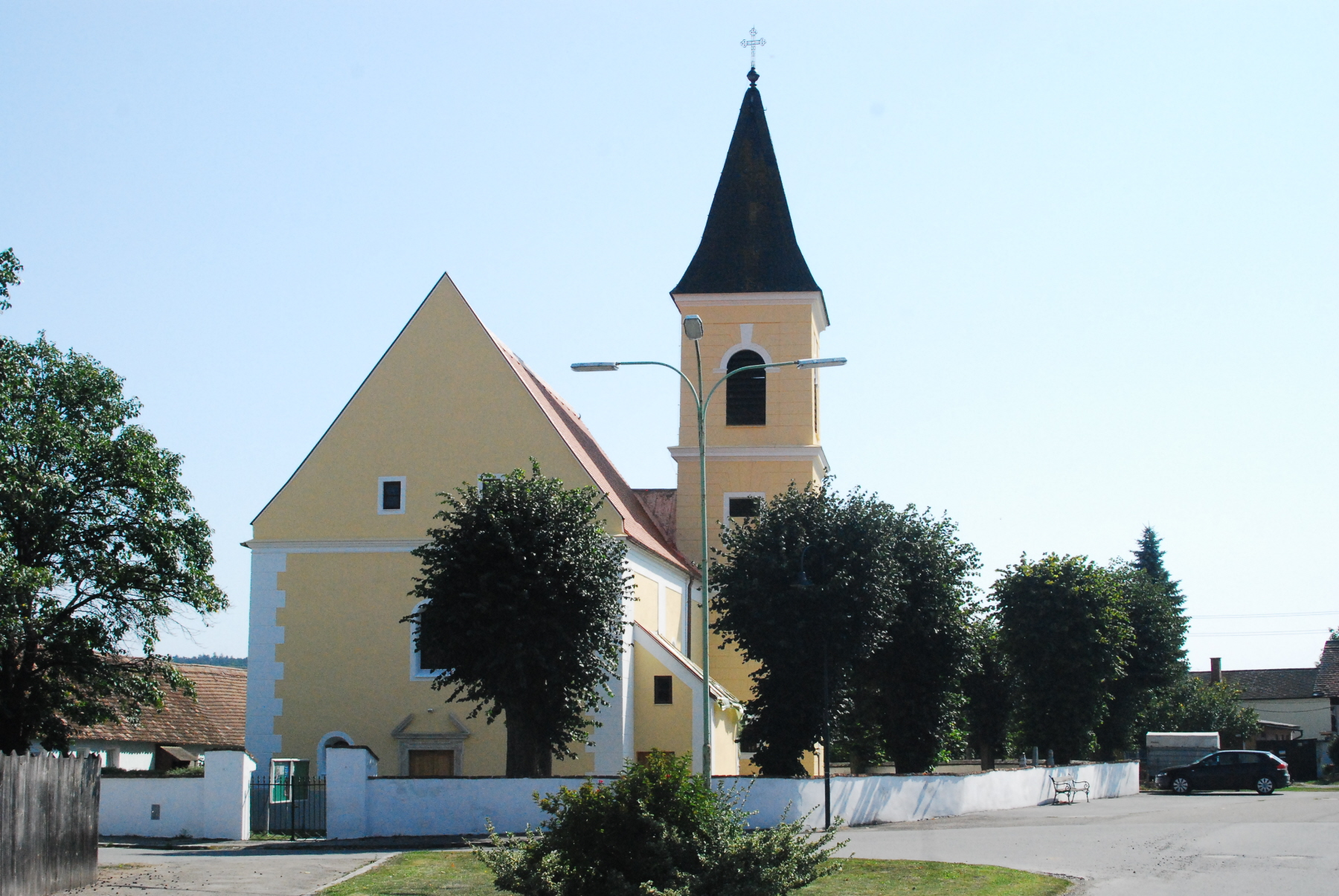
Katholische Pfarrkirche Mariä Himmelfahrt in Niederfladnitz

Die römisch-katholische Pfarrkirche Niederfladnitz steht im östlichen Ortsteil von Niederfladnitz der Stadtgemeinde Hardegg im Bezirk Hollabrunn in Niederösterreich. Die dem Patrozinium Mariä Himmelfahrt unterstellte Pfarrkirche gehört zum Dekanat Geras in der Diözese St. Pölten. Die Kirche steht unter Denkmalschutz (Listeneintrag).

## Geschichte
Urkundlich wurde 1459 eine Marienkirche mit Benefiziat genannt. Nach dem Dreißigjährigen Krieg erfolgte ein Neubau. Von 1666 bis 1766 war die Kirche eine Filiale von Retz. 1766/1767 ein Benefiziat, wurde 1784/1785 eine eigene Pfarre gegründet.

## Architektur
Der kleine frühbarocke Kirchenbau mit einem Südturm ist von der ehemaligen Friedhofsmauer umgeben.
Das Kirchenäußere zeigt einen östlich halbrund geschlossenen Saalraum aus der Mitte des 17. Jahrhunderts, mit Putzfeldgliederung und Rundbogenfenstern. Das Westportal hat einen profilierten geohrten Rahmen und einen gesprengten Dreieckgiebel. Der Südturm aus dem Ende des 18. Jahrhunderts über einem älteren Kern hat einen dreizonigen Aufbau mit Eckrustika und Kordongesimsen.
Das Kircheninnere zeigt ein dreijochiges Langhaus und einen einjochigen Chor mit einem abgerundeten Dreiachtelschluss überwölbt mit Stichkappentonnen auf flachen Wandpfeilern mit verkröpftem Gebälk. Die schlichte Orgelempore zeigt in den Brüstungsfeldern Apostelbilder aus dem Anfang des 19. Jahrhunderts. In der Chorsüdwand befindet sich ein barockes Rechteckportal mit profilierter Verdachung zur kreuzgratgewölbten Sakristei im Turmerdgeschoß.
Die Glasmalereien im Chor zeigen die Heiligen Josef, Katharina und Jakob aus 1912.

## Ausstattung
Der klassizistische Hochaltar aus dem Ende des 18. Jahrhunderts ist in die Rundung des Chorschlusses eingepasst, das Altarblatt Mariä Himmelfahrt zeigt sich zwischen seitlichen Ädikulen gerahmt von freistehenden übereck gestellten Pfeilern; am vorkragenden Gebälk sind Puttenfiguren. Der Sarkophagaltar trägt einen barocken Tabernakel von Engeln adoriert.
Der linke Seitenaltar trägt in einem verglasten Mittelschrein eine lebensgroße polychromierte Figur Ecce homo aus dem Anfang des 18. Jahrhunderts, die Figur wurde aufgrund einer Stiftung des Fürsten Auersperg 1774 aus einer aufgelassenen Kirche in der Gottschee hierher übertragen. Der rechte Seitenaltar zeigt das Bild Anna lehrt Maria das Lesen und das Oberbild den Heiligen Joachim, um die Mitte des 18. Jahrhunderts.
Die Orgel in barocken Formen aus dem Anfang des 19. Jahrhunderts beinhaltet ein Werk von Max Jakob 1913. Eine Glocke nennt Franz Josef Scheichel 1732.